# Pleurothallis centranthera
Pleurothallis centranthera är en orkidéart som beskrevs av John Lindley. Pleurothallis centranthera ingår i släktet Pleurothallis och familjen orkidéer. Inga underarter finns listade i Catalogue of Life.